# Xindl X
Xindl X, właściwie Ondřej Ládek (ur. 16 sierpnia 1979 w Pradze) – czeski wokalista, autor tekstów, kompozytor, pisarz i scenarzysta.

## Życiorys
W 2007 roku z piosenką „Mamut” zwyciężył w konkursie Česko hledá písničku. W 2008 roku zdobył pierwsze miejsce na festiwalu Autorská Porta za piosenkę „Dysgrafik”. W tym samym roku na festiwalu Zahrada zdobył nagrodę dla najlepszego wykonawcy, a w konkursie Inkubátor, organizowanym przez serwis iLegalne.cz, zwyciężył w kategorii pop z piosenką „Styky”. Jego piosenka „Anděl” była w 2008 roku najczęściej słuchanym utworem na portalu Bandzone.cz.
2 września 2008 wydał swój pierwszy album „Návod ke čtení manuálu”, za który został nominowany do nagrody Anděl przyznawanej przez Czeską Akademię Muzyczną w kategorii folk i country. Rok później singiel „Anděl” został nominowany przez Akademię do tej samej nagrody w kategoriach Piosenka roku i Teledysk roku. W roku 2008 zagrał i zaśpiewał cztery utwory (z muzyką Tomáša Poláka z zespołu Mig 21) do filmu „Vy nám taky, šéfe”.
W 2010 roku wydał album „Praxe relativity”, na którym znalazły się single „Chemie”, „Nejlepší kuchař” i „Láska v housce” (zaśpiewany z Olgą Lounową). Utwór „Láska v housce” zdobył nominację do nagrody Anděl w kategoriach Piosenka roku i Teledysk roku. W tym samym roku Xindl X został nominowany w kategorii Najlepszy wokalista oraz wygrał nagrodę Skokan roku w ankiecie Czeski Słowik.
W 2011 roku nagrał z zespołem The Tap Tap hit „Ředitel autobusu”, do którego napisał tekst i muzykę.
W 2012 roku wyszła jego płyta „Láska”, zawierająca single „Zlato”, „Štědrý večer nastal”, „Dočasná svatá” i „Casio”.
18 kwietnia 2014 wydał płytę „Čecháček Made”, promowaną singlami „Barbína”, „Čecháček a Totáček”, „V blbým věku” oraz „Cudzinka v twojej zemi” (duet z Mirką Miškechową). Utwór „V blbým věku” został nominowany do nagrody Anděl w kategoriach Piosenka roku i Teledysk roku.
W 2016 roku wydał płytę o nazwie „Kvadratura záchranného kruhu”. Na płycie znalazły się single „Na vodě” i „Popelka”.

Kolejna płyta Xindla X, „Sexy Exity”, wyszła w 2018 roku. Znajdują się na niej między innymi utwory „Alenka”, „Byznys” czy „Dřevo”.

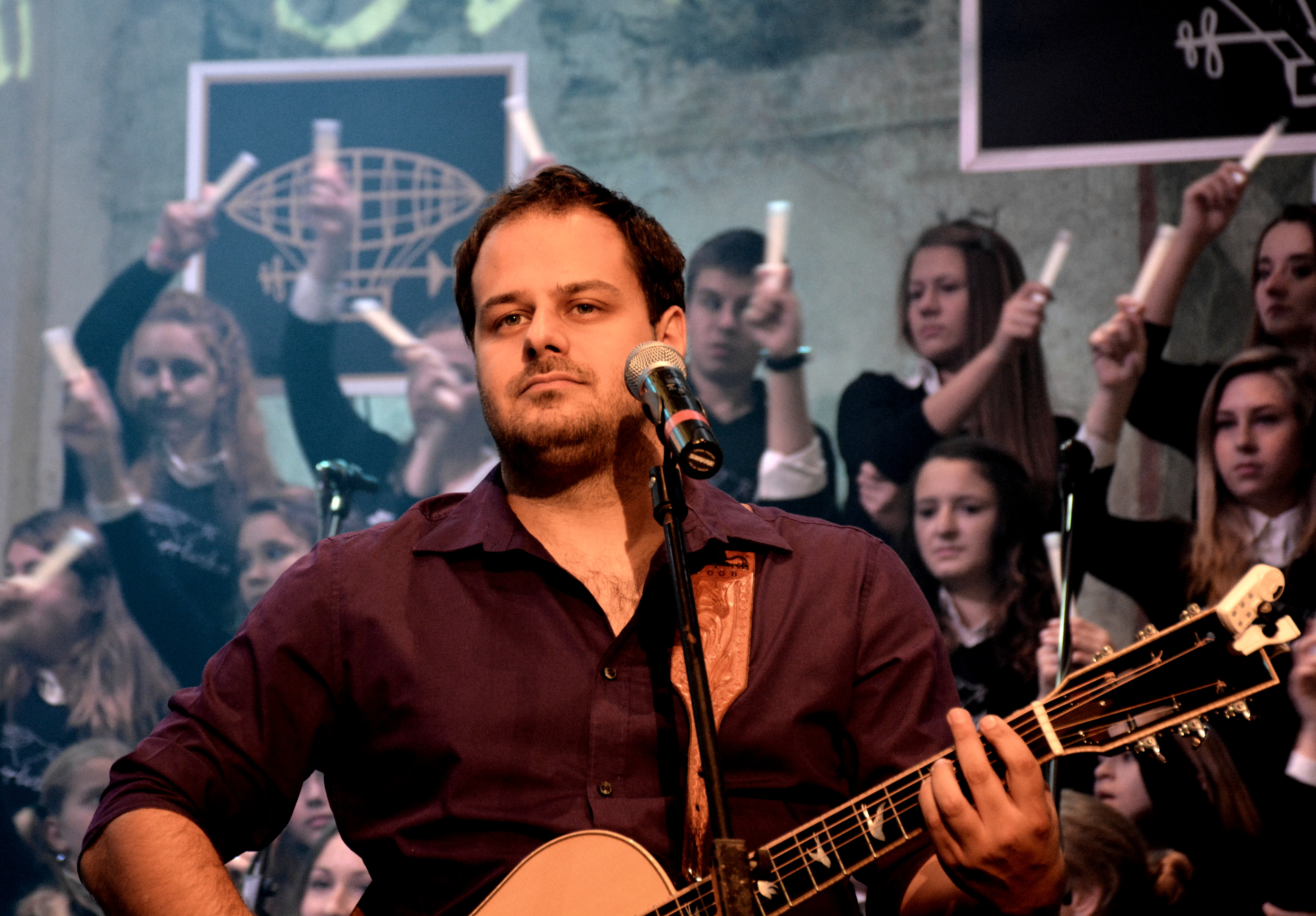
Xindl X na charytatywnym koncercie w ramach akcji Světluška (2014)

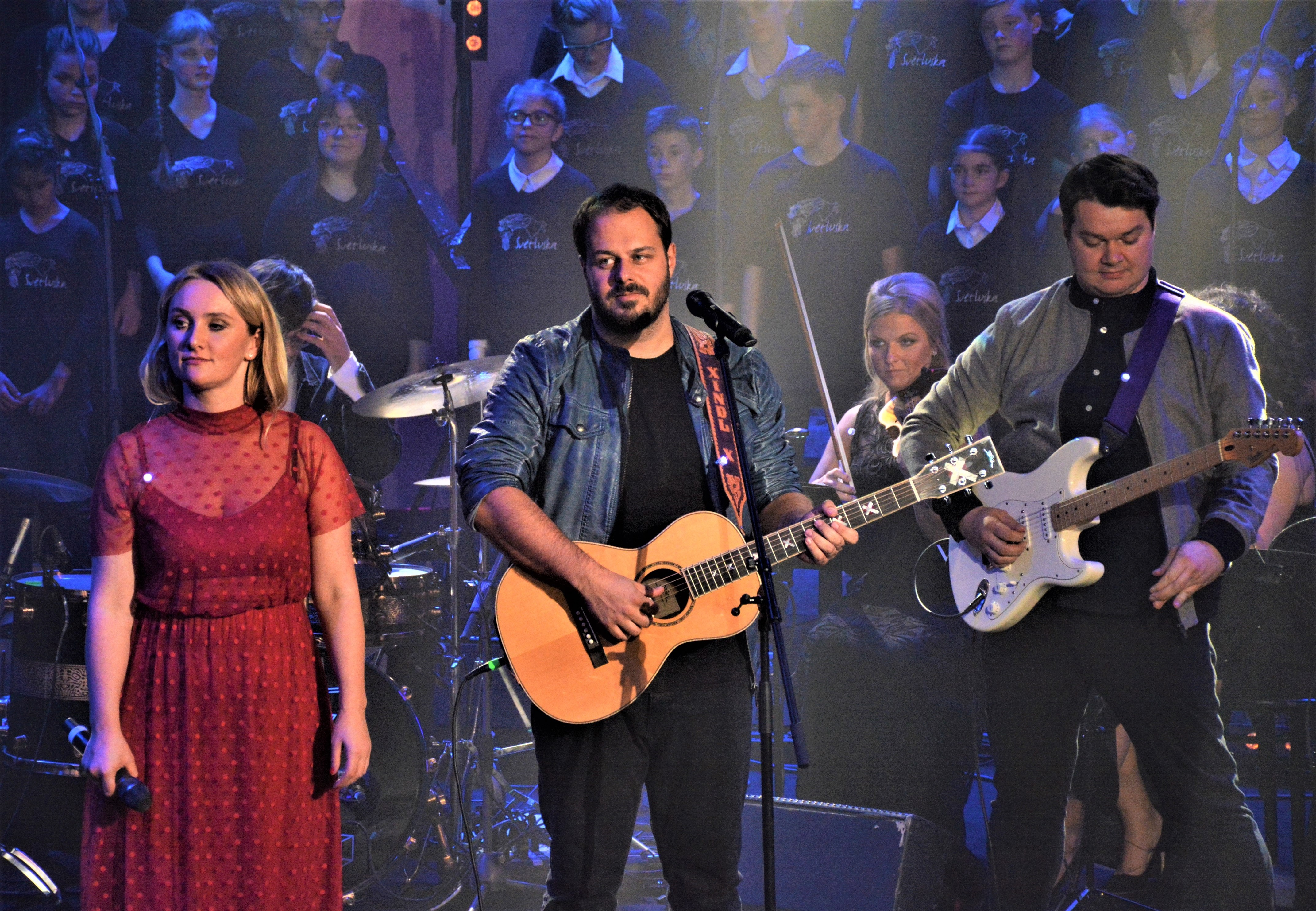
Xindl X na koncercie w ramach akcji Světluška (2018)

Swoją najnowszą płytę, „Anděl v blbým věku (Best of 2008-2019)”, wydał 23 października 2019 roku. Album zawiera największe hity wykonawcy, ale też kilka nowych utworów, m.in. „Růžový brejle”.
Xindl X ma od lutego 2014 w rozgłośni Hitrádio program Xindloviny. Śpiewa w nim piosenki, które komentują aktualne wydarzenia lub są odpowiedzią na prośby słuchaczy. W ramach tego programu powstały między innymi utwory „Zdravíme vás, pane presidente” czy „Nesem vám EET”.
Na koncertach występuje sam (śpiewa i gra na gitarze) lub z zespołem w składzie: Emil Valach – perkusja, Lukáš Bundil – gitara, Jan Cidlinský – gitara basowa, Dalibor Cidlinský Jr. – instrumenty klawiszowe, banjo, gitara.
Pod swoim prawdziwym nazwiskiem działa jako scenarzysta filmowy i telewizyjny. Jest współautorem scenariusza do filmu „Restart” (razem z reżyserem Juliusem Ševčíkiem), który napisał na podstawie swojego opowiadania „UpReal”. Jest jednym z twórców serialu „Comeback” i współautorem scenariuszy pierwszych piętnastu odcinków. Jest autorem sztuki teatralnej „Dioptrie růžových brýlí”, wystawianej przez sześć lat w teatrze Švandovo divadlo na Smíchově. Razem z Moniką Šimkovičową wydał książkę „Bruno v hlavě”, wydaną w 2010 roku.
Zajmuje się także pisaniem utworów muzycznych do filmów i sztuk teatralnych.
W 2011 roku razem z Daliborem Cidlinskim Jr. napisał dla Teatru na Vinohradach muzykę do musicalu „Cyrano! Cyrano! Cyrano!” do libretta Pavla Kohouta, za którą został nominowany do nagrody Cena Alfréda Radoka. W 2016 roku napisał pięć piosenek do telewizyjnej bajki „Pravý rytíř”.
Xindl X 28 listopada 2019 roku w praskiej Sali koncertowej Forum Karlín świętował swoje czterdzieste urodziny. Podczas koncertu ochrzcił swój najnowszy album „Anděl v blbým věku” oraz odebrał platynową płytę za „Sexy exity”.
W 2010 roku wziął udział w programie telewizyjnym StarDance, w którym zajął ósme miejsce.

### Życie prywatne
Jego partnerką była Olga Lounová, ich związek trwał do 2011 roku.
Ma dwójkę dzieci: córkę Alice (ur. 2012) i syna Mikuláša (ur. 2013) z żoną Moniką, którą poślubił w 2012 roku.

## Dyskografia
- Návod ke čtení manuálu, 2008
- Praxe relativity, 2010
- Xpívánky, 2011
- Láska, 2012
- Čecháček Made, 2014
- G2 Acoustic Stage, 2014
- Kvadratura záchranného kruhu, 2016
- Sexy Exity, 2018

## Single
| Rok         | Singiel                                           | Album                        |      |         |                        |
| ----------- | ------------------------------------------------- | ---------------------------- | ---- | ------- | ---------------------- |
| Rok         | Singiel                                           | Album                        | 2008 | „Anděl“ | Návod ke čtení manuálu |
| „Dysgrafik“ |                                                   |                              | 2008 |         | Návod ke čtení manuálu |
| 2010        | „Chemie“                                          | Praxe relativity             |      |         |                        |
| 2010        | „Láska v housce (feat Olga Lounová)“              | Praxe relativity             |      |         |                        |
| 2012        | „Štědrej večer nastal“                            | Láska                        |      |         |                        |
| 2012        | „Casio“                                           | Láska                        |      |         |                        |
| 2014        | „Barbína“                                         | Čecháček Made                |      |         |                        |
| 2014        | „Čecháček a Totáček“                              | Čecháček Made                |      |         |                        |
| 2014        | „V blbým věku“                                    | Čecháček Made                |      |         |                        |
| 2014        | „Cudzinka v tvojej zemi (feat Mirka Miškechová)“  | Čecháček Made                |      |         |                        |
| 2016        | „Na Vodě“                                         | Kvadratura záchranného kruhu |      |         |                        |
| 2016        | „Popelka“                                         | Kvadratura záchranného kruhu |      |         |                        |
| 2017        | „Mýval“                                           | Kvadratura záchranného kruhu |      |         |                        |
| 2018        | „Věčně nevěrná feat Sabina Křováková“             | Sexy Exity                   |      |         |                        |
| 2018        | „Byznys“                                          | Sexy Exity                   |      |         |                        |
| 2018        | „Dřevo“                                           | Sexy Exity                   |      |         |                        |
| 2018        | „Nejlepší zvukař je playback (feat Petr Luftner)“ | Sexy Exity                   |      |         |                        |
| 2019        | „Alenka“                                          | Sexy Exity                   |      |         |                        |
| 2019        | „Volnoběh“                                        | Volnoběh                     |      |         |                        |
| 2020        | „Růžový brejle“                                   | Volnoběh                     |      |         |                        |
| 2020        | „Roušky“                                          |                              |      |         |                        |
| 2020        | „Něco je ve vzduchu“                              |                              |      |         |                        |

## Gościnnie
| Rok  | Utwór                                                                              | Album                                   |
| ---- | ---------------------------------------------------------------------------------- | --------------------------------------- |
| 2011 | „Řiditel autobusu“ (The Tap Tap feat. Vojta Dyk, Xindl X a Dan Bárta)              |                                         |
| 2011 | „Digihrách“ (Kryštof feat. Xindl X)                                                |                                         |
| 2012 | „Elita“ (Eddie Stoilow feat. Xindl X)                                              |                                         |
| 2013 | „Konec světa - zrušeno“                                                            | „Moje Volba“ - The Tap Tap              |
| 2016 | „Léto lásky“ (Summer All stars (Chinaski, Jelen, Xindl X, Miro Žbirka) feat. Slza) |                                         |
| 2016 | „Katamarán“                                                                        | „Noc/Den” - Michal Hrůza a Kapela Hrůzy |
| 2018 | „Za 100 let” (Za100let)                                                            |                                         |
| 2018 | „Cizí zeď (prod. Fiedlerski)” (ONEMANSHOW Foundation)                              |                                         |
| 2019 | „Freetime” (Opak. vsp. Xindl X)                                                    | „Produkcie” - Opak.                     |